# Chrysosplenium serreanum
Chrysosplenium serreanum là một loài thực vật có hoa trong họ Saxifragaceae. Loài này được Hand.-Mazz. miêu tả khoa học đầu tiên năm 1931.